# DOCK2
Le DOCK2 (pour « Dedicator of cytokinesis 2 ») est une protéine, membre de la famille des DOCKs, dont le gène, DOCK2, est situé sur le chromosome 5 humain.

## Rôles
Elle permet la migration des lymphocytes et des cellules dendritiques de type plasmacytoïde, intervenant dans la sécrétion d'interférons de type 1. Elle active la protéine Rac, et par ce biais, les lymphocytes NK.

## En médecine
La mutation du gène entraîne une immunodéficience congénitale combinée (intéressant les lymphocytes B et T) et sévère.